# Aneks (czasopismo)
Aneks – emigracyjny kwartalnik polityczny, wydawany najpierw w Szwecji (przez Polskie Koło Naukowe przy Uniwersytecie w Uppsali), a następnie w Londynie, w latach 1973–1990, przez środowisko emigracji 1968 roku. Prowadzony był głównie przez Aleksandra i Eugeniusza Smolarów (Aleksander Smolar był redaktorem naczelnym). Związany był z powstałym w roku 1975 wydawnictwem „Aneks”.
Pierwsze numery współfinansował Jerzy Giedroyc. Początkowo w „Aneksie” publikowano głównie tłumaczenia tekstów politologów i publicystów zachodnich, później także wschodnioeuropejskich oraz polskich (m.in. Leszka Kołakowskiego, Krzysztofa Dorosza).
Zajmował się problematyką ruchów politycznych współczesnego świata (ze szczególnym uwzględnieniem Europy Środkowej i Wschodniej), kulturą, religią, ideologią systemów totalitarnych.
Od roku 1981 był przedrukowywany przez polską prasę niezależną.
Opublikował m.in. „Czarną Księgę Cenzury PRL” (Londyn 1977–1978).